# Parque Shangai (São Paulo)
O Parque Shangai foi um parque de diversões que funcionou no bairro do  Glicério,  na cidade de São Paulo, no Brasil, da década de 1940 até novembro de 1968. O Parque Shangai já possuiu duas unidades fixas: uma na cidade de São Paulo, o Parque Shangai de São Paulo - que não mais existe -, e outra na cidade do Rio de Janeiro, o Parque Shanghai que está em atividade até os dias atuais.

## História
No parque, além dos brinquedos infantis (montanha-russa, carrossel, autopista etc.), também ocorriam eventos como a Feira Nacional das Indústrias, a Festa do Jornaleiro (organizada pela Folha de S. Paulo) e as festas juninas da Portuguesa, bem como apresentações musicais e festas de carnaval.
Em 1958, foram rodadas, no parque, algumas cenas do filme O Grande Momento, considerado um dos precursores do Cinema Novo.
Na segunda metade da década de 1960, ocorreu a decadência do parque e da região ao seu redor, o que motivou seu fechamento em novembro de 1968.
Em 1988, os cartunistas Gualberto Costa e José Alberto Lovetro publicaram a revista Monga, inspirada no parque.
Em 2007, o jornalista Heródoto Barbeiro publicou o livro "Meu velho Centro", no qual retratou suas lembranças do parque.